# Passiflora mandonii
Passiflora mandonii (Mast.) Killip – gatunek rośliny z rodziny męczennicowatych (Passifloraceae Juss. ex Kunth in Humb.). Występuje endemicznie w Boliwii. Według niektórych źródeł rośnie także w południowym Peru.

## Morfologia
PokrójZdrewniałe, trwałe, owłosione liany.
LiściePotrójnie klapowane, rozwarte lub ostrokątne u podstawy. Mają 5–13,5 cm długości oraz 7,5–15 cm szerokości. Ząbkowane, z tępym lub ostrym wierzchołkiem. Ogonek liściowy jest owłosiony i ma długość 15–35 mm. Przylistki są skrzydlate, mają 5–6 mm długości.
KwiatyPojedyncze. Działki kielicha są podłużne, różowe, mają 3–5,5 cm długości. Płatki są liniowo podłużne, różowe, mają 2,5–4,8 cm długości. Przykoronek ułożony jest w jednym rzędzie, ma 8–20 mm długości.
OwoceSą podłużnego kształtu. Mają 5–7,5 cm długości i 4,5–5,5 cm średnicy.

## Biologia i ekologia
Występuje w lasach na wysokości 2500–4000 m n.p.m.